# Lorigné

Lorigné este o comună în departamentul Deux-Sèvres, Franța. În 2009 avea o populație de 285 de locuitori.